# Микулинский сельский округ (Московская область)
Микулинский сельский округ — упразднённая административно-территориальная единица, существовавшая на территории Лотошинского района Московской области в 1994—2006 годах.
Микулинский сельсовет до 1929 года входил в состав Микулинской волости Тверского уезда Тверской губернии. В 1929 году он был отнесён к Лотошинскому району Московского округа Московской области.
17 июля 1939 года к Микулинскому с/с были присоединены селения Новохранево, Супоросово, Хранёво и Ценок упразднённого Храневского с/с.
14 июня 1954 года к Микулинскому с/с был присоединён Речковский с/с.
1 февраля 1963 года Лотошинский район был упразднён и Микулинский с/с вошёл в Волоколамский укрупнённый сельский район.
11 января 1965 года Лотошинский район был восстановлен и Микулинский с/с вновь вошёл в его состав.
21 января 1975 года в Микулинском с/с было упразднено селение Хвастово.
3 февраля 1994 года Микулинский с/с был преобразован в Микулинский сельский округ.
8 июля 1998 года к селу Микулино был присоединён посёлок Московской областной психиатрической больницы № 12.
В ходе муниципальной реформы 2005 года Микулинский сельский округ прекратил своё существование как муниципальная единица, а его территория передано в сельское поселение Микулинское.
29 ноября 2006 года Микулинский сельский округ исключён из учётных данных административно-территориальных и территориальных единиц Московской области.